# Tây Nam (tiểu vùng Luân Đôn)
Tây Nam là một tiểu vùng trên Bản đồ Luân Đôn, (còn gọi là Tây Nam Luân Đôn), bao gồm các khu tự quản Luân Đôn như Croydon, Kingston trên sông Thames, Lambeth, Merton, Richmond trên sông Thames, Sutton và Wandsworth. Tiểu vùng được thành lập vào năm 2008. Dân số vào khoảng 1.600.000 với 730.000 việc làm trong khu vực.